# Орнітинкарбамоїлтрансфераза
OTC (англ. Ornithine carbamoyltransferase) – білок, який кодується однойменним геном, розташованим у людей на короткому плечі X-хромосоми. Довжина поліпептидного ланцюга білка становить 354 амінокислот, а молекулярна маса — 39 935.
| 10         |  | 20         |  | 30         |  | 40         |  | 50         |
| ---------- |  | ---------- |  | ---------- |  | ---------- |  | ---------- |
| MLFNLRILLN |  | NAAFRNGHNF |  | MVRNFRCGQP |  | LQNKVQLKGR |  | DLLTLKNFTG |
| EEIKYMLWLS |  | ADLKFRIKQK |  | GEYLPLLQGK |  | SLGMIFEKRS |  | TRTRLSTETG |
| FALLGGHPCF |  | LTTQDIHLGV |  | NESLTDTARV |  | LSSMADAVLA |  | RVYKQSDLDT |
| LAKEASIPII |  | NGLSDLYHPI |  | QILADYLTLQ |  | EHYSSLKGLT |  | LSWIGDGNNI |
| LHSIMMSAAK |  | FGMHLQAATP |  | KGYEPDASVT |  | KLAEQYAKEN |  | GTKLLLTNDP |
| LEAAHGGNVL |  | ITDTWISMGQ |  | EEEKKKRLQA |  | FQGYQVTMKT |  | AKVAASDWTF |
| LHCLPRKPEE |  | VDDEVFYSPR |  | SLVFPEAENR |  | KWTIMAVMVS |  | LLTDYSPQLQ |
| KPKF       |  |            |  |            |  |            |  |            |

A: Аланін

C: Цистеїн

D: Аспарагінова кислота

E: Глутамінова кислота

F: Фенілаланін

G: Гліцин

H: Гістидин

I: Ізолейцин

K: Лізин

L: Лейцин

M: Метіонін

N: Аспарагін

P: Пролін

Q: Глутамін

R: Аргінін

S: Серин

T: Треонін

V: Валін

W: Триптофан

Кодований геном білок за функціями належить до трансфераз, фосфопротеїнів. 
Задіяний у таких біологічних процесах, як біосинтез амінокислот, ацетилювання. 
Локалізований у мітохондрії.